# آلبن لموزیو
آلبن لموزیو (فرانسوی: Albin Lermusiaux‎؛ ۹ اوت ۱۸۷۴ – ۱۹۴۰) یک دونده ماراتن، دونده دو استقامت، دونده دو نیمه‌استقامت، و تیرانداز اهل فرانسه بود. 
از افتخارات وی میتوان به کسب مدال برنز دو ۱۵۰۰ متر در بازی‌های المپیک تابستانی ۱۸۹۶ اشاره کرد.